# Зелёные береты (фильм)
«Зелёные береты» (англ. The Green Berets) — американский боевик, вышедший в 1968 году в разгар Вьетнамской войны. Экранизация одноимённого произведения Робина Мура.

## Сюжет
Американский журналист Джордж Бекворт, скептически относящийся к военному вмешательству США в Юго-Восточной Азии, отправляется в Южный Вьетнам, чтобы своими глазами увидеть, что там происходит. Прибыв в лагерь американских «зелёных беретов», он постепенно начинает переосмысливать происходящее в регионе и по-новому смотреть на роль США в этом конфликте.

## Противоречивость
Фильм был раскритикован в США и ряде других стран за пропаганду официальной позиции правительства США о войне (необходимость ведения войны в Южном Вьетнаме для защиты этой страны от коммунистической агрессии). Фактически это был ответ консервативной части американского общества (ярким представителем которой являлся Джон Уэйн) всем критикам Вьетнамской войны — от леволибералов до хиппи.
Несмотря на свою явную однобокость и некоторую наивность, фильм интересен тем, что с исторической точки зрения достоверно изображает участие «зелёных беретов» в боевых действиях. Съёмочная группа пользовалась полной поддержкой Пентагона, благодаря чему в фильме показаны реально применявшиеся во Вьетнаме самолёты и вертолёты, отсутствующие во многих более поздних фильмах на эту тематику (например, «ганшип» AC-47).

## В ролях
- Джон Уэйн — полковник Майк Кирби
- Брюс Кэбот — полковник Морган
- Джордж Такеи — капитан Ним